# (195657) Zhuangqining
(195657) Zhuangqining est un astéroïde de la ceinture principale.

## Description
(195657) Zhuangqining est un astéroïde de la ceinture principale. Il fut découvert le 12 juillet 2002 à l'Observatoire Palomar par le programme NEAT. Il présente une orbite caractérisée par un demi-grand axe de 3,09 UA, une excentricité de 0,07 et une inclinaison de 9,6° par rapport à l'écliptique.

## Compléments